# Novo Selo (żupania bielowarsko-bilogorska)
Novo Selo – wieś w Chorwacji, w żupanii bielowarsko-bilogorskiej, w mieście Čazma. W 2011 roku liczyła 48 mieszkańców.